# Anthème IV de Constantinople
Pour les articles homonymes, voir Anthème.

Anthème IV de Constantinople (en grec : Άνθιμος Δ΄, s.d.) fut patriarche de Constantinople du 20 février 1840 au 6 mai 1841, puis de 1848 à 1852.
Le 29 juin 1850, il signe le Tomos pour l'autocéphalie de l'Église de Grèce.